# Émile Bernard (Maler)

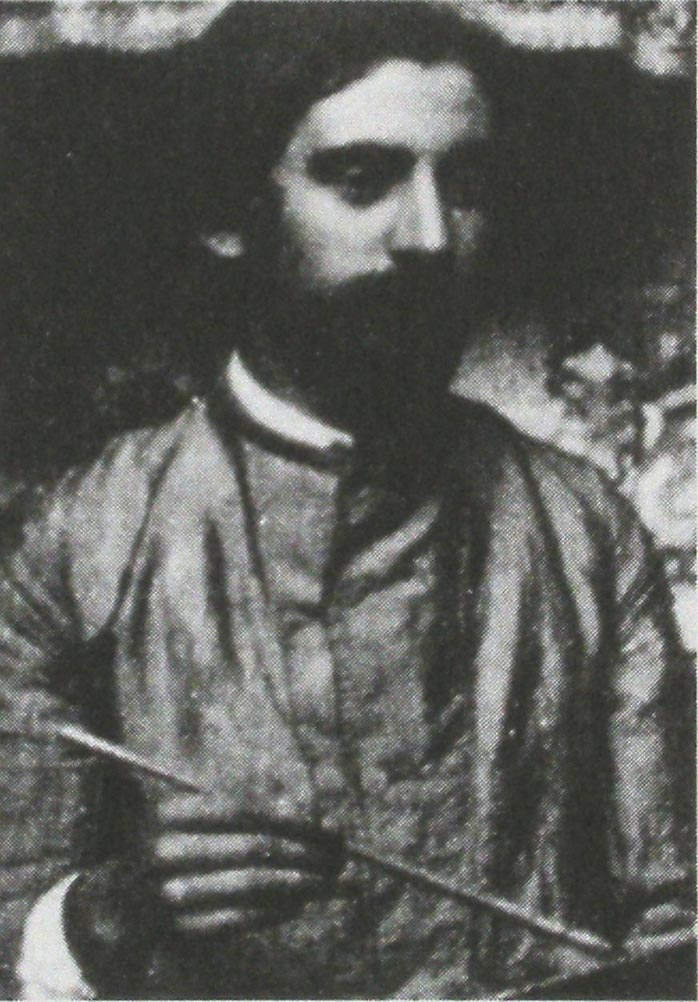
Émile Bernard, um 1887 (unbekannter Fotograf)

Émile Bernard (* 28. April 1868 in Lille; † 16. April 1941 in Paris) war ein französischer Maler, Grafiker, Kunsttheoretiker und Romanautor. Er gehört zu den schillerndsten Figuren am Beginn der modernen Malerei. Als Mitbegründer des Cloisonismus und des Synthetismus war er in den 1880er Jahren an dem Umbruch beteiligt, den die Kunst in der damaligen Zeit erlebte. Seine Schriften und die Korrespondenz mit Vincent van Gogh, Paul Gauguin und Paul Cézanne zählen zu den kunstgeschichtlichen Hauptquellen des ausgehenden 19. Jahrhunderts. Mit Gauguin entwickelte er 1888 die symbolistische Malerei. Für seinen Freund van Gogh setzte er sich auch nach dessen Tod (1890) ein.

## Leben

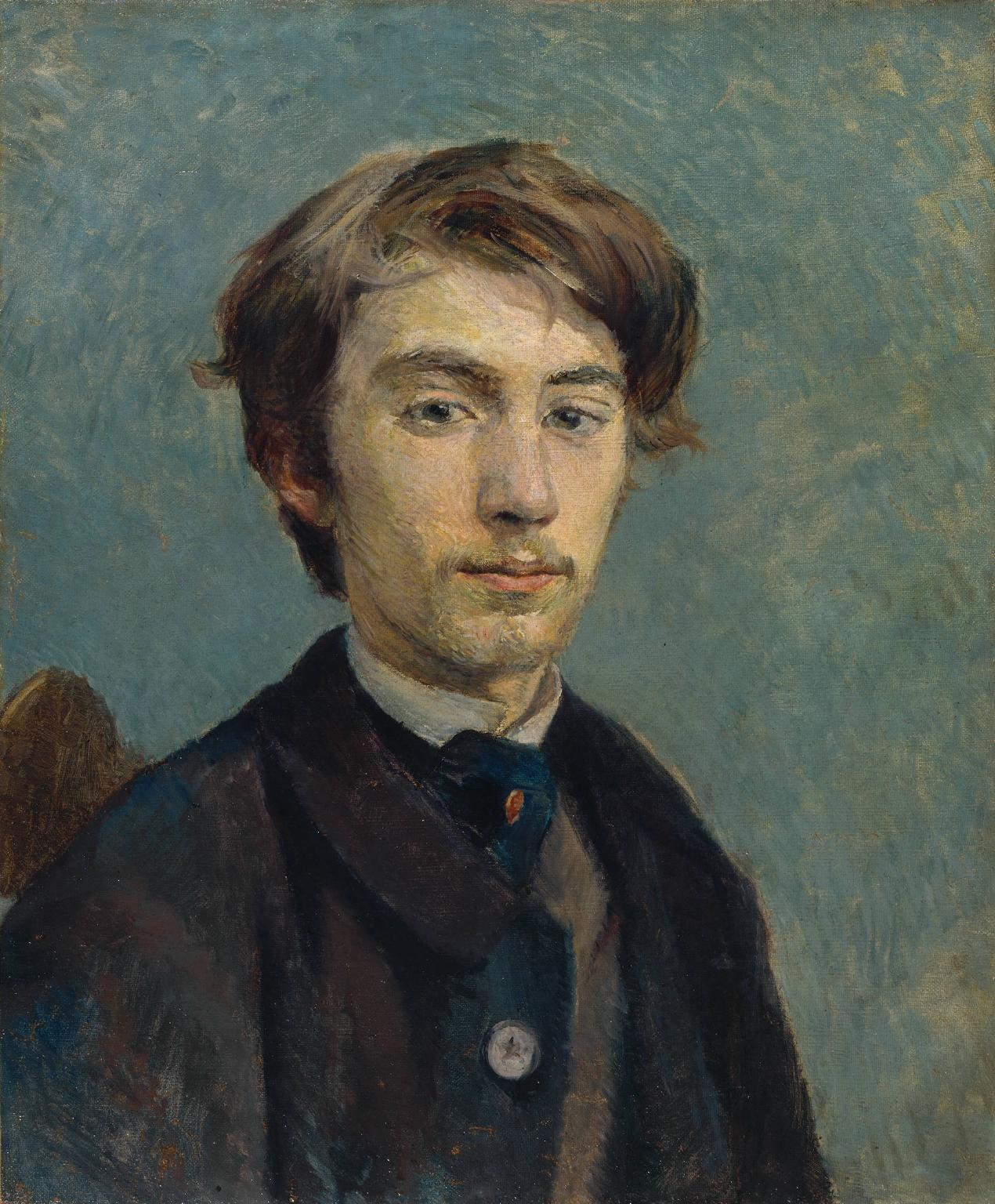
Bernard 1886, Gemälde von Toulouse-Lautrec, National Gallery, London

Émile Bernard wurde als Sohn eines Unternehmers der Textilindustrie geboren und zog im Alter von zehn Jahren mit seinen Eltern nach Paris. Dort trat er 1884 im Alter von 16 Jahren in das Atelier des akademischen Malers Fernand Cormon ein, wo er Louis Anquetin und Henri de Toulouse-Lautrec kennenlernte. 1886 wurde er aus Cormons Atelier ausgeschlossen, da Cormon und er unterschiedliche künstlerische Ansichten vertraten. Im Anschluss begab er sich auf eine Wanderung durch die Normandie und die Bretagne, wo er in Concarneau auf Émile Schuffenecker traf. Von diesem mit einem Empfehlungsschreiben an den zwanzig Jahre älteren Paul Gauguin versehen, reiste er weiter nach Pont-Aven, wo er jedoch zunächst wenig Kontakt mit diesem Künstler hatte.

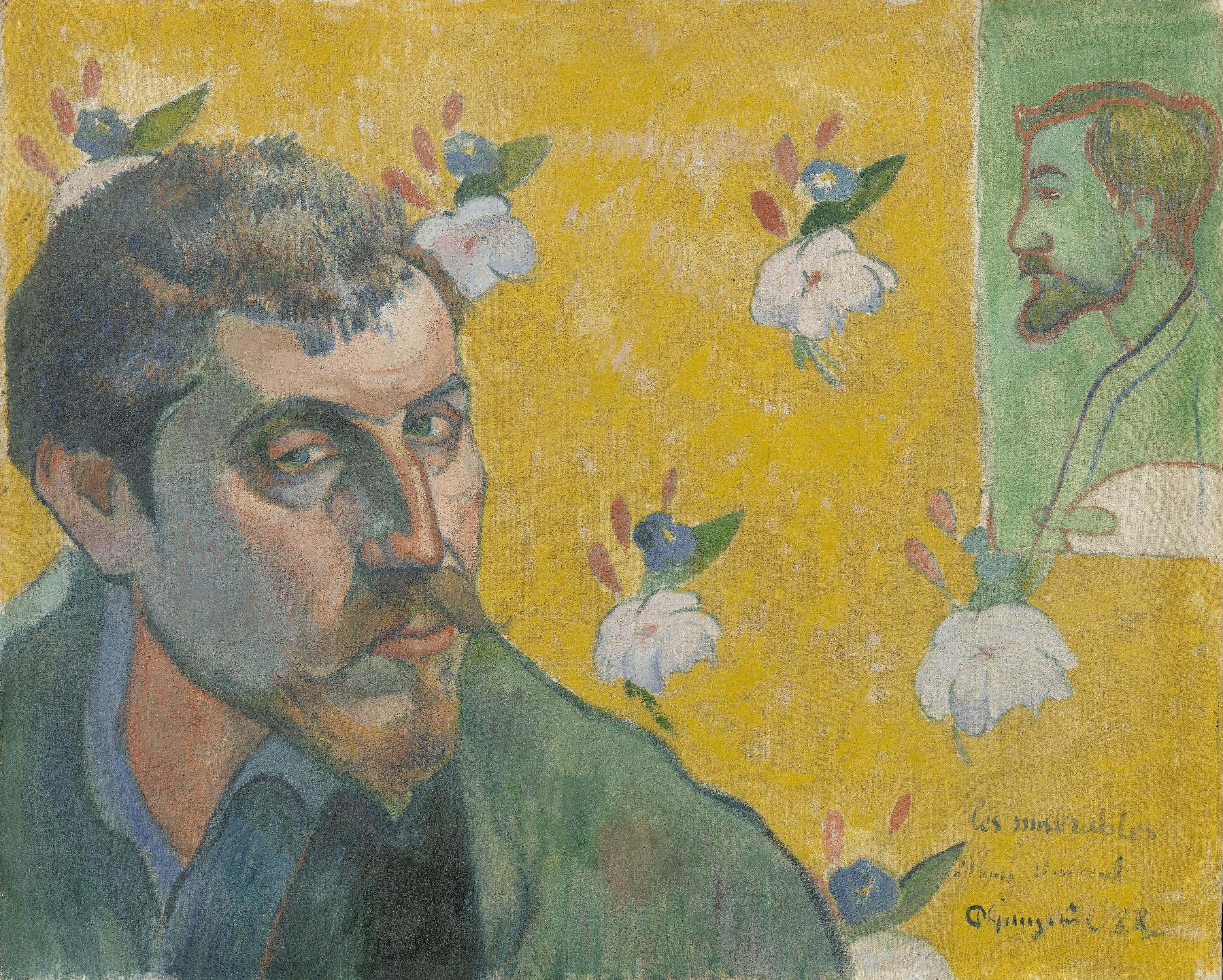
Gauguin 1888, Selbstporträt in der Rolle des Jean Valjean mit Porträt Bernards, „für Vincent“.

Nachdem er im Winter 1886/87 in Paris Vincent van Gogh kennengelernt hatte, reiste Bernard – gemeinsam mit Louis Anquetin – 1887 ein weiteres Mal in die Bretagne. 1888 entwickelte sich in Pont-Aven eine fruchtbare Zusammenarbeit mit Gauguin und daneben ein intensiver Briefkontakt mit van Gogh. Dieses setzten die beiden Künstler 1889 in Paris fort.
Bernards kühne Theorien und seine doktrinären Aussagen erregten rasch Aufsehen unter Kollegen. Gemeinsam mit Louis Anquetin entwickelte er neue Bildstrategien, die sowohl van Gogh als auch Gauguin aufhorchen ließen und für die Eduard Dujardin, Herausgeber und Kunstkritiker der Revue indépendante den Begriff Cloisonismus prägte. In den kurzen Wochen ihrer ebenso fruchtbaren wie konfliktreichen Zusammenarbeit formulierten und verbreiteten Bernard und Gauguin die Prinzipien des Synthetismus und schrieben damit Kunstgeschichte. Beide sind Mitbegründer der später so genannten Schule von Pont-Aven. Auch unterwies Bernard Gauguin im Zinkdruck und schmiedete mit ihm zusammen Pläne für das von Gauguin angedachte Atelier des Tropiques („Tropenatelier“), das Pendant zu van Goghs missglücktem Gemeinschaftsprojekt Atelier du Midi („Atelier des Südens“).
1889 nahm er an der von Gauguin anlässlich der Pariser Weltausstellung im Café Volpini organisierten Gegen-Kunstausstellung teil. Bald darauf durchlief er eine persönliche Krise, die nach van Goghs tragischem Tod (1890), von dessen Beerdigung er in einem Brief an Albert Aurier berichtete, 1891 den endgültigen Bruch mit Gauguin zur Folge hatte. Ursache war nicht zuletzt Bernards Enttäuschung über einen anlässlich eines Banketts vorgebrachten Toast auf „Paul Gauguin als Begründer des Symbolismus“. Er warf Gauguin vor, sämtliche Errungenschaften der Künstlergruppe von Pont-Aven an sich gerissen zu haben, fühlte sich hintergangen und verraten.

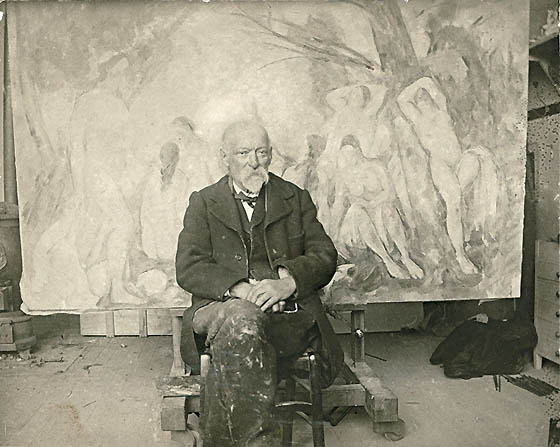
Paul Cézanne in seinem Atelier Les Lauves, 1904. Foto von Émile Bernard

Inzwischen war auch seine persönliche Situation belastet. Bereits 1888 war „das Los“ auf ihn gefallen, da er mittlerweile wehrpflichtig geworden war und mit der Einziehung rechnen musste. Wohlwollende ärztliche Gutachten schoben dies auf, während van Gogh ihm brieflich Mut zusprach. 1893 flüchtete er dennoch, begab er sich auf eine Reise nach Italien und in den Nahen Osten und ließ sich schließlich mit Unterstützung durch Mäzene wie Antoine de La Rochefoucauld und Theo van Goghs Schwager Andries Bonger in Ägypten nieder (damals britisches Protektorat), wo er von 1893 bis 1904 lebte und auch heiratete.
Im Februar 1904 nach Frankreich zurückgekehrt, begegnete Bernard in Aix-en-Provence dem Maler Paul Cézanne, blieb einen Monat lang zu Besuch und veröffentlichte im Juli einen Artikel über ihn in der Zeitschrift L’Occident. Es entspann sich ein Briefwechsel bis zu Cézannes Tod; Bernard veröffentlichte seine Erinnerungen Souvenirs sur Paul Cézanne erstmals 1907 im „Mercure de France“, und 1912 erschienen sie in Buchform.
Émile Bernard starb 1941 in seinem Pariser Atelier auf der Île Saint-Louis, 15 Quai Bourbon. Er wurde auf dem Cimetière parisien de Pantin beigesetzt.

## Werk

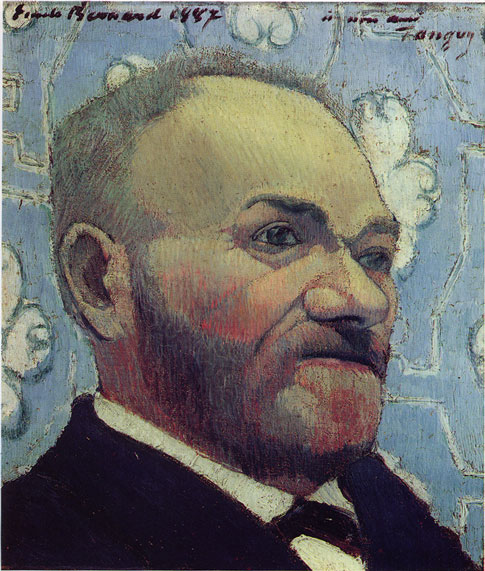
Émile Bernard: Porträt des Père Tanguy (1887)

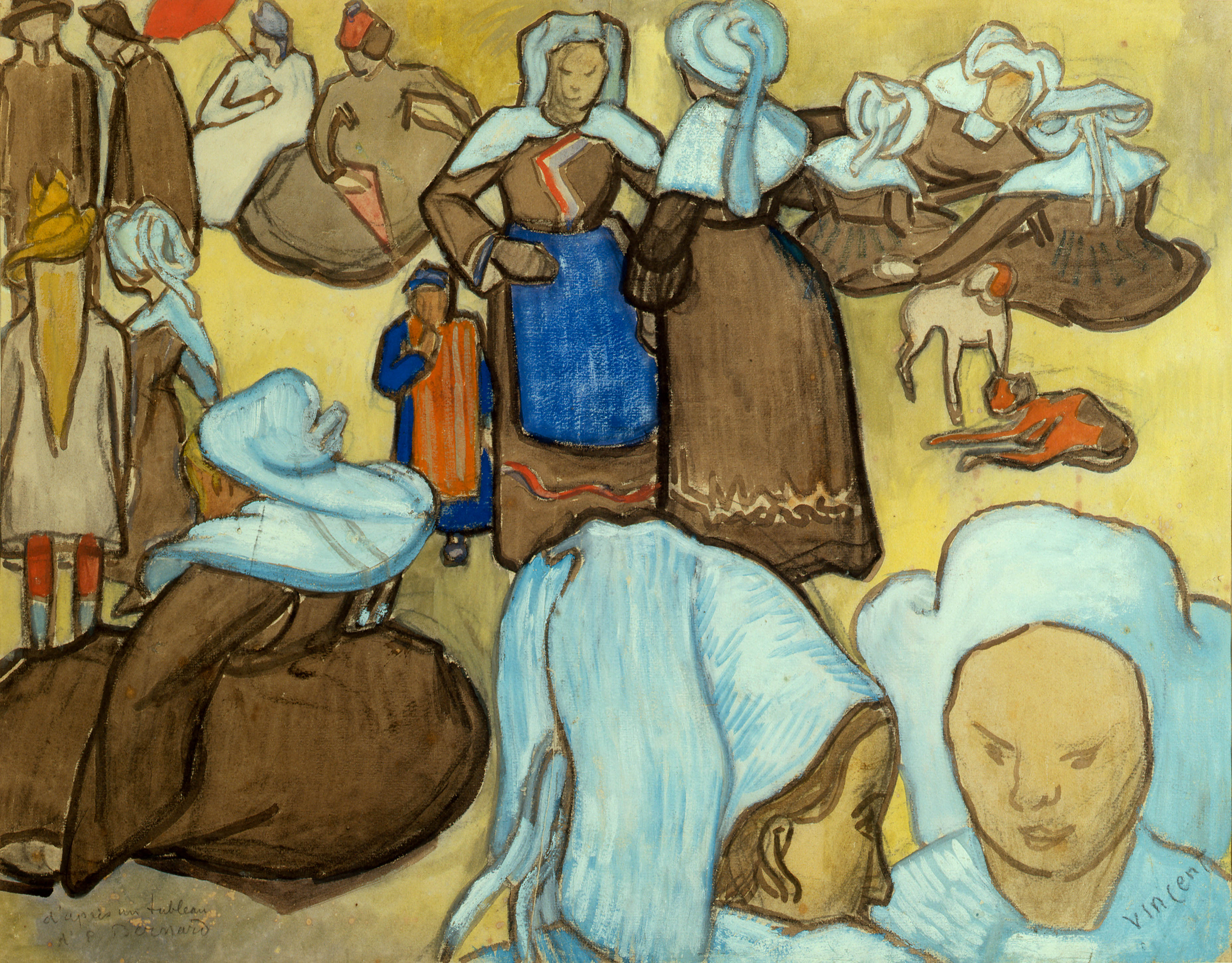
Van Goghs Kopie in Wasserfarbe des Ölbildes Le Pardon de Pont-Aven, das Gauguin mit Bernard getauscht und nach Arles mitgebracht hatte (Dezember 1888).
Van Gogh war begeistert vom innovativen Stil und legte das Original seinem Bruder zur Bewerbung nahe.

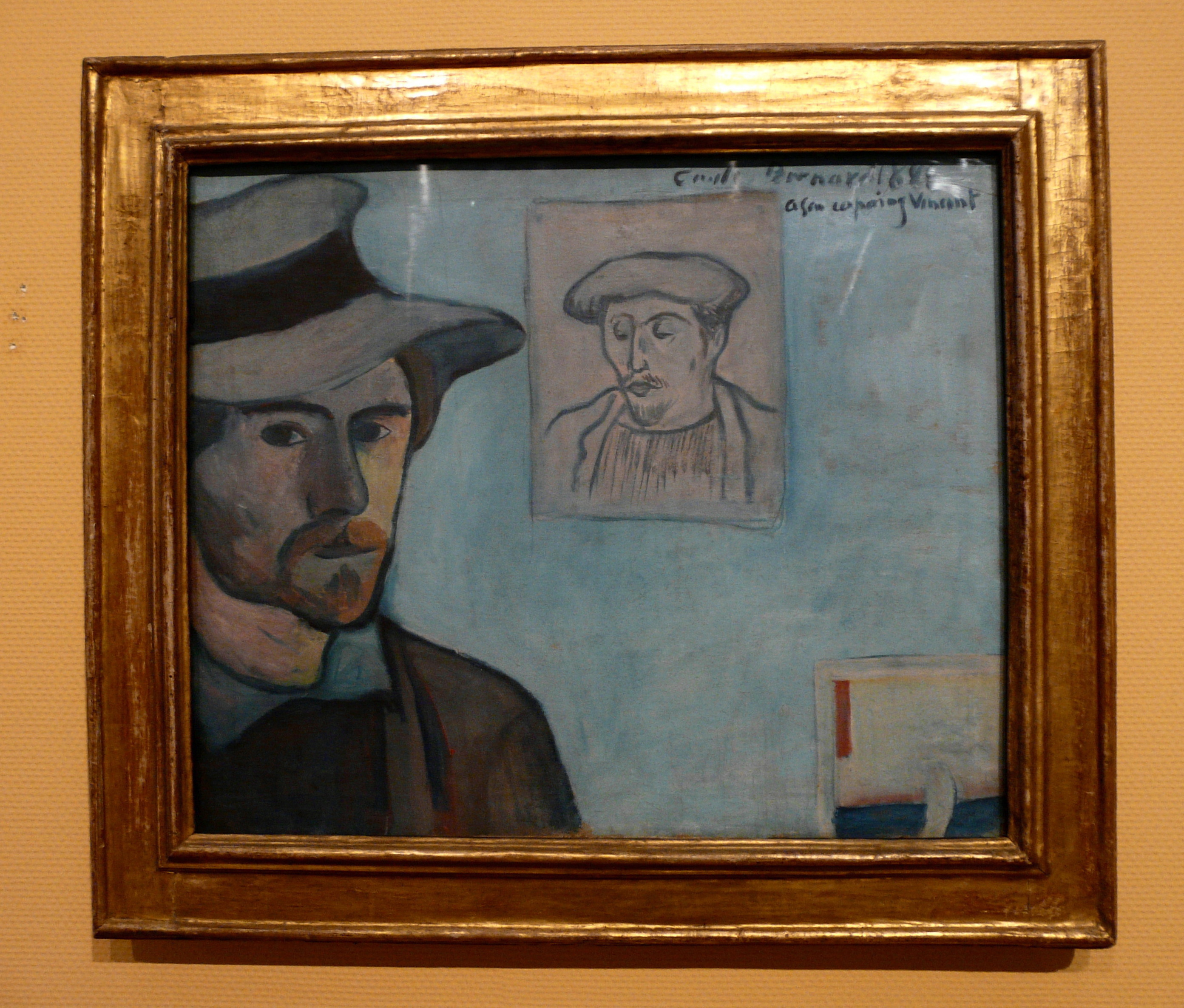
Selbstporträt mit Porträt von Gauguin (1888)

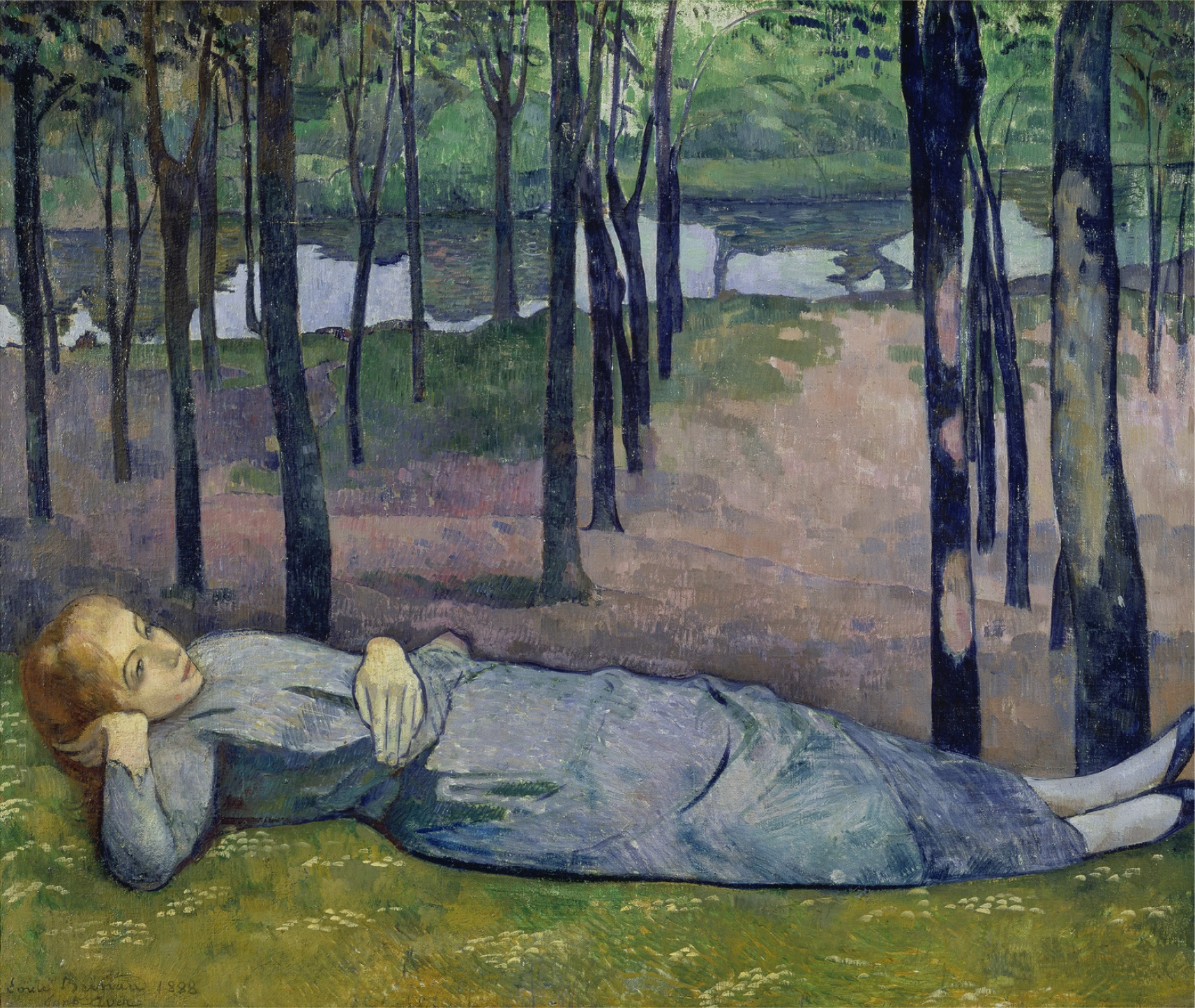
Madeleine au Bois d’Amour (1888)

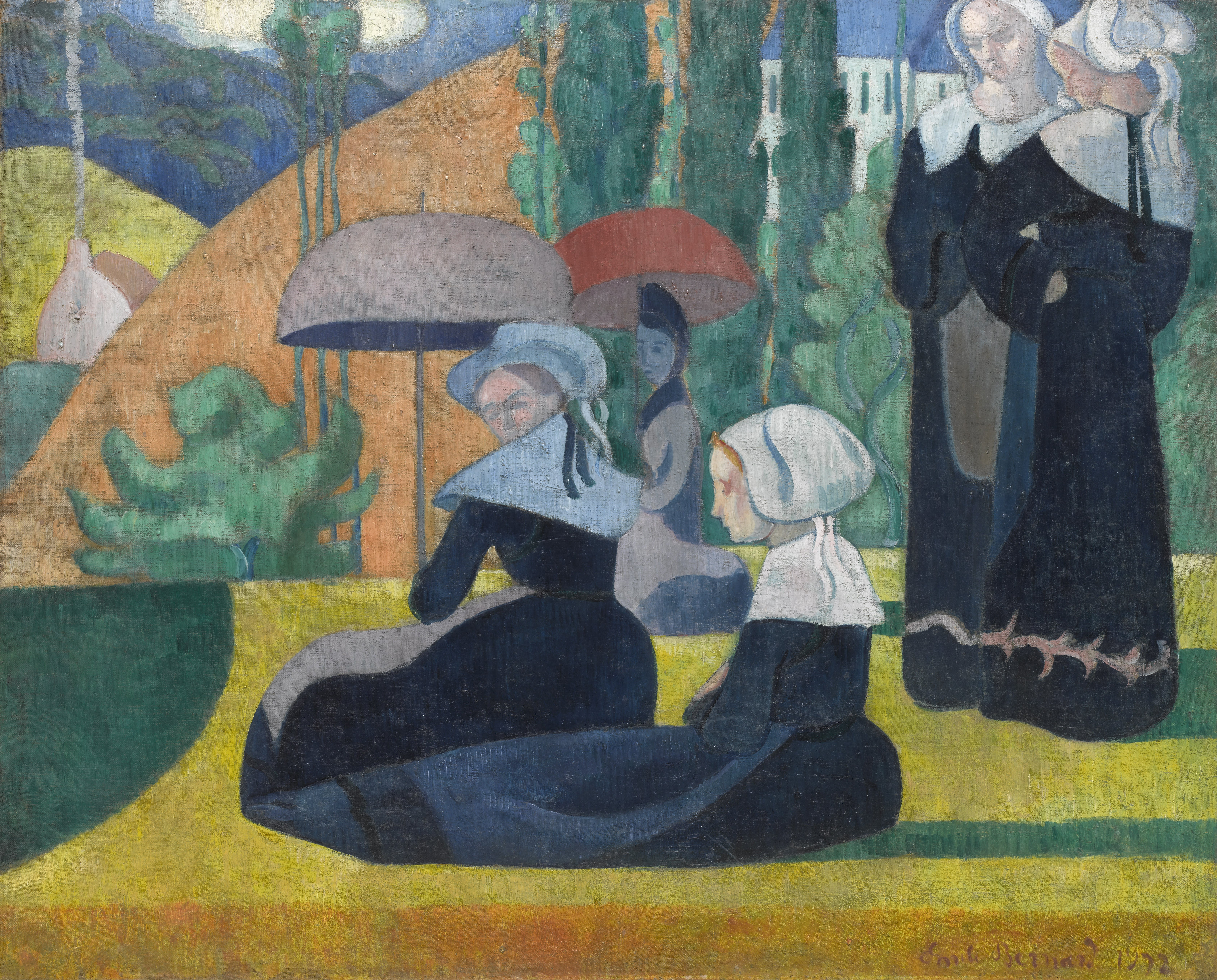
Bretonnes aux ombrelles (1892)

Der im Jahr 1886 aufgrund seiner individualistischen Auffassung der Kunst aus Cormons Atelier ausgeschlossene Künstler experimentierte, wie auch van Gogh, mit neuen Maltechniken und interessierte sich zunächst für den Pointillismus, begeisterte sich aber wie jener sehr bald für die damals modischen japanischen Farbholzschnitte. Diese regten ihn zu einer starken Vereinfachung und Abgrenzung der Farbflächen an. Aus diesem Stil entwickelte er 1887 gemeinsam mit Louis Anquetin, der ebenfalls vom Japonismus beeinflusst war, den Cloisonismus: nicht die Entgrenzung des Gegenstands im lockeren Duktus des Impressionismus, sondern Abgrenzung und präzisierende Charakterisierung war ihr Anliegen.
Eine Weiterentwicklung des Cloisonismus durch die Zusammenarbeit von Gauguin und Bernard (1888/89) sowie seine Vereinigung mit dem Symbolismus begründeten die neue Kunstrichtung des Synthetismus, der Bernard mit Unterbrechungen treu blieb, bis er Frankreich den Rücken kehrte. Repräsentativ für diese Schaffensperiode ist beispielsweise Les Bretonnes aux Ombrelles (1892).
Unter anderem minderte ab 1889 eine psychische und religiöse Krise seine schöpferische Kraft. In dieser Zeit suchte er wechselweise Inspiration in den Werken Cézannes und jenen der italienischen Meister, deren Einfluss in der Kreuzabnahme (1890) zu verspüren ist. Abgesehen davon beschäftigte Bernard sich auch mit den Werken und der Technik der mittelalterlichen Xylografie.
Schließlich wandte er sich während seines Aufenthaltes in Ägypten einem mystischen oder orientalisierenden Traditionalismus zu, den er durch Beiträge in den Zeitschriften Mercure de France und La Rénovation esthétique verteidigte.
Auf dem Kunstmarkt werden heute für Bernards Ölgemälde bis zu 360.000 US-Dollar bezahlt.

### Werke (Auswahl)
Gemälde
- 1887: Pot de grès et pommes, Paris, Musée d’Orsay
- 1888-08: Le Pardon de Pont-Aven, Öl auf Leinwand, Privatsammlung
- 1888: Die blaue Kaffeekanne, Bremen, Kunsthalle Bremen
- 1888: Madeleine au Bois d’Amour, Öl auf Leinwand, Paris, Musée d’Orsay
- 1888/92: Illustration der Cantilènes von Jean Moréas
- 1889: Bretonneries, Kunsthalle Mannheim
- 1889: Baigneuses, Öl auf Leinwand, ex: Ambroise Vollard
- 1889: Nus dans un paysage, Öl auf Leinwand, Valenciennes, Musée des Beaux-Arts
- 1894: Crucifixion, Kunsthalle Bremen
- 1892: Bretonnes aux ombrelles, Paris, Musée d’Orsay
- 1901: Autoportrait, Kunstmuseum Lille
- um 1904: La baignade, Öl auf Karton, Colmar, Unterlinden-Museum

Schriften
- Propos sur l’art (I), ISBN 2-84049-031-5
- Propos sur l’art (II), ISBN 2-84049-029-3
- L’Esclave nue, Roman
- La Danseuse persane, Roman
- Le Parnasse oriental

## Ausstellungen
- Emile Bernard, Kunsthalle Bremen, 5. Februar bis 2. April 1967, In Kooperation mit dem Palais des Beaux-Arts de Lille
- Städtische Kunsthalle Mannheim, 12. Mai bis 5. August 1990; Rijksmuseum Vincent van Gogh in Amsterdam, 24. August bis 4. November 1990
- Emile Bernard (1868–1941), Musée de l’Orangerie, Paris, 17. September 2014 bis 5. Januar 2015; anschließend unter dem Titel Emile Bernard – Am Puls der Moderne, Kunsthalle Bremen, 7. Februar bis 31. Mai 2015.